# Coghlan Lake
Coghlan Lake är en sjö i Kanada.   Den ligger i territoriet Yukon, i den västra delen av landet, 4 200 km väster om huvudstaden Ottawa. Coghlan Lake ligger 893 meter över havet.